# Лагодовський Іван Олександрович
Іван Лагодовський (варіанти імені Геронім, Ян; ? — 1622) — руський (український) шляхтич з роду Лагодовських гербу Корчак, урядник Речі Посполитої.

## Життєпис
Батько — Олександр Ванько Лагодовський, дружиною якого була Барбара з Сенна.
Став католиком. Був депутатом на трибунал (1598 р.), послом на Волинському сеймі (1607 р.). Вальний сейм 1607 року призначив його комісаром для люстрації королівських маєтків, також для «заспокоєння» учасників рокошу Зебжидовського.
1613 року під час перебування на засіданнях Коронного трибуналу в Любліні вперше ознайомився з діяльністю місцевих Кармелітів Босих. Є згадка про його напад на сусіднє село Чишки: «Ян Лагодовський з Винників: у 1592 році він набрав собі з лісу, який належав монахам, деревини на 15 000 гривень, а 1603 р. вивіз звідти ж 5 000 возів деревини».
Мав посаду волинського каштеляна (1617—1622). Звично резидував у Винниках. Його «рукодайним» (служив у нього за особистою домовленістю) був угорець Надь Януш, який служив у с. Затурці.

## Родина
Владсилав Лозінський вказував, що його першою дружиною була вдова кам'янецького каштеляна Анджея Потоцького Зофія з П'ясецьких. Адам Бонецький вважав дане твердження помилковим, оскільки вона більше заміж не виходила. За іншими даними, першою дружиною була Єва Матвіївна Єло-Малинська. Другою — княжна Ізабела Олександра Вишневецька, донька волинського воєводи та каштеляна Андрія Вишневецького, перша дружина луцького старости князя Юрія Чорторийського, з яким розлучилась. Мав шестеро дітей:
- Станіслав (пом. 1626) — ротмістр[1], А. Бонецький припускав, що був сином іншої матері, оскільки був убитий братами Олександром і Марком. Напевне був сином Єви Єло-Малинської. Вдова Станіслава — Гальшка Хриніцька — стала дружиною воєводича мінського Павла Паца.
- Олександр, навчався в Антверпені, (його не згадує Несецький[1]),
- Марко,
- Микола,[1]
- Андрій — дерптський підкоморій і бібрецький староста, дідич, зокрема, Затурців (їх у 1642 році продав), дружина — Анна Даровська
- Юрій, навчався в школах єзуїтів у Львові (зокрема, 1626 року), у тому ж році отримав баніцію разом з братами Олександром і Марком,
- Анна, тричі виходила заміж: втретє — за нурського підкоморія[9] (чи каштеляна[10]) Станіслава Бжоски (або Бжуски[1])